# Dendromastax
Dendromastax is een geslacht van rechtvleugeligen uit de familie Euschmidtiidae. De wetenschappelijke naam van dit geslacht is voor het eerst geldig gepubliceerd in 1965 door Descamps & Wintrebert.

## Soorten
Het geslacht Dendromastax omvat de volgende soorten:
- Dendromastax cornuta Descamps, 1971
- Dendromastax pectinifer Descamps, 1971
- Dendromastax regressivalva Descamps & Wintrebert, 1965
- Dendromastax spatulata Descamps & Wintrebert, 1965